# Isòvol variedad2
Isòvol variedad2 es el nombre de una variedad cultivar de manzano (Malus domestica) Esta manzana está cultivada en la colección de germoplasma de manzanas del CSIC, también está cultivada en la colección de germoplasma de peral y manzano en la "Finca de Gimenells de la Estación Experimental de Lérida - IRTA". Esta manzana es originaria de la Comunidad autónoma de Cataluña, procedente de un ejemplar localizado el año 2002 en Isóbol-Isòvol, comarca de la Baja Cerdaña-Baixa Cerdanya, en Gerona.

## Sinónimos
- "Poma Isòvol variedad2",[3]
- "Isòvol-2 M089",
- "Manzana Isòvol variedad2".[7]

## Historia
'Isòvol variedad2' es una variedad de manzana de Cataluña dentro del grupo de la Reineta Blanca de Canadá, está catalogada con el número de accesión M089 en el Banco de germoplasma de peral y manzano de la Universidad de Lérida, que se encuentra integrado en la Red de Colecciones del Programa de Conservación y Utilización de los Recursos Fitogenéticos para la Alimentación y la Agricultura, del Plan Nacional de I+D+I.
'Isòvol variedad2' está considerada con otras muchas de las entradas que se han incorporado al Banco de germoplasma en la "Finca de Gimenells de la Estación Experimental de Lérida - IRTA", provienen de ejemplares únicos, en algunos casos, actualmente desaparecidos, lo que ha permitido paliar la erosión genética que se está dando en estas especies frutales.
'Isòvol variedad2' es una variedad que se cultiva para su conservación genética, para posibles usos y mejoras en cruces con otras variedades, para incrementar cualidades o intercambiarlas.

## Características
El manzano de la variedad 'Isòvol variedad2' tiene un vigor fuerte de tipo ramificado, con porte erguido; ramos con pubescencia fuerte, de un grosor delgado, con longitud de entrenudos cortos, número de lenticelas grande, relación longitud/grosor de los entrenudos media, tipo de ramos fructíferos predominantes "lamburdas"; época de inicio de floración tardía, yema fructífera de forma ovoide y longitud larga, flor no abierta presenta color del botón floral rosa pálido, flor de tamaño pequeño, pétalos con posición relativa de los bordes tangentes, inflorescencia con número medio de flores numerosas, de forma plana o ligeramente cupuliforme, sépalos de color predominante verde, sépalos de longitud media, pétalos de longitud corta, y anchura corta, siendo la relación longitud/anchura de los pétalos bastante más largos, estilos con longitud en relación con los estambres más largos, estilos con punto de soldadura lejos de la base.
Las hojas tienen un porte horizontal en relación con el ramo, limbo de longitud medio y de anchura medio, con una relación longitud/anchura pequeña, forma del borde aserrada, peciolo con longitud medio, forma del limbo cordiforme, aspecto de la superficie del haz medianamente brillante, pubescencia del envés fuerte, plegamiento de la superficie cóncava, tamaño de la punta grande, forma de la base redondeada, estípulas con una forma muy foliáceas, y ángulo del peciolo respecto al ramo mediano.
La variedad de manzana 'Isòvol variedad2' tiene un fruto de tamaño y peso grande-muy grande; forma globosa aplanada, relación longitud/anchura muy pequeña, posición de la anchura máxima en el medio, con un marcado en los lados fuerte; piel con estado ceroso ausente o muy débil, pruina de la epidermis ausente o muy débil; con color de fondo verde, importancia del sobre color ausente o muy débil siendo el color del sobre color ausente, siendo la intensidad del sobre color ausente, reparto del color en la superficie ausente, acusando unas lenticelas grandes, y una sensibilidad al "russeting" (pardeamiento áspero superficial que presentan algunas variedades) en las caras laterales medio; pedúnculo con una longitud corto, y un grosor medio, anchura de la cavidad peduncular grande, profundidad de la cavidad pedúncular media, y con importancia del "russeting" en cavidad peduncular muy fuerte; coronamiento por encima del cáliz es débil, importancia de los lados de la cavidad calicina es fuerte, anchura de la cav. calicina ancha, profundidad de la cav. calicina media, y con importancia del "russeting" en cavidad calicina ausente o muy débil; ojo de tamaño grande, parcialmente abierto; sépalos de una longitud media, con un porte parcialmente extendidos.
Carne de color blanca, con un oscurecimiento fuerte de la carne al corte; textura de la carne media , dureza de la carne media, jugosidad jugoso; sabor algo aromático, bueno; corazón con distinción de la línea fuerte; eje abierto; porte del sépalo parcialmente extendido; lóculos carpelares cerrados; semillas de longitud muy grande, muy ancha, de color marrón.
La manzana 'Isòvol variedad2' tiene una época de maduración y recolección de fruto tardía, mediados de otoño. Época de caída de las hojas tardía. Se usa como manzana de mesa fresca, y posible uso como manzana para la elaboración de sidra.

## Calidad de fruto y prueba de cata
- Peso del fruto: Grande
- Calibre del fruto: Grande
- Longitud del fruto: Media
- Índice de almidón: Medio
- Dureza medida de la carne: Media
- Índice refractométrico (IR): Alto
- Acidez titulable: Alta
- Jugosidad de la carne: Jugoso
- Textura de la carne: Media
- Dureza sensorial de la carne: Dura
- Dulzor: Medio
- Acidez: Fuerte
- Intensidad del sabor de la carne: Débil
- Sabor: Bueno
- Valoración global del fruto: Bueno.[3]

## Características Agronómicas
- Afinidad del injerto (compatibilidad): Buena
- Facilidad de formación y poda: Baja
- Tipo de fructificación: Tipo II
- Precocidad varietal: Muy poco precoz
- Vecería: Alta
- Productividad: Media
- Necesidad de aclareo: Baja
- Escalonamiento de la maduración del fruto: Largo
- Sensibilidad a la caída en maduración: sin datos
- Aptitud para la conservación del fruto en árbol: sin datos
- Aptitud para la conservación del fruto en almacén o cámara: sin datos
- Sensibilidad al moteado: sin datos
- Sensibilidad al oídio: sin datos
- Sensibilidad a pulgón lanígero: sin datos.[3]